# Румл, Ян
Ян Румл (чеш. Jan Ruml; род. 5 марта 1953, Прага) — чешский государственный и политический деятель, министр внутренних дел Чехии с 1992 по 1997 год, директор чехословацкой контрразведки в период с апреля по июнь 1990 года, муниципальный депутат Праги 2 с 2018 года.

## Биография
До того как стать министром внутренних дел Чехии, Ян Румл поменял 10 разных мест работы, пас скот, был истопником, санитаром в больнице, работал независимым журналистом, публиковался в самиздате, занимал должность заместителя министра внутренних дел в 1991 году, федерального министра внутренних дел Чехословакии.
Реформатор Министерства внутренних дел в Чехии в начале 1990-х годов. Под его руководством после Бархатной революции в 1989 году была проведена демилитаризация МВД, ликвидированы внутренние войска, войска быстрого реагирования, пограничная охрана, политическая полиция.
Ян Румл объявил о своей отставке с поста министра внутренних дел 21 октября 1997 года. Затем вступил в борьбу с Вацлавом Клаусом за пост председателя Гражданской демократической партии Чехии. Однако Клаус победил, набрав на партийной конференции 14 декабря 1997 года 72 % голосов.
С 2000 По 2004 год Румл занимал должность заместителя спикера сената Чехии.

### Личная жизнь и общественная деятельность до 1989 года
Женат, имеет двое сыновей. Его отец был главным редактором Лидове новины, Иржи Румл. После окончания школы (1972) он безуспешно несколько раз поступал в колледж. По политическим причинам он не был принят и работал в рабочим. В конце концов, он окончил юридический факультет ЗЧУ (чеш. ZČU) в Пльзене (в 1999-2004 годах), где он получил степень магистра.
В феврале 1977 года он записался в Хартию 77, а в 1979 году стал членом Комитета по защите преследуемых. Участник партии чехословакой-польской "Солидарности" и был членом временного координационного комитета Движения за гражданскую свободу. Позже, он был соучредителем самиздатской Народной газеты, работал в независимом пресс-центре с ноября 1989 года. В начале 1990 года он стал представителем Хартии 77. Один из основателей еженедельника Respekt.

### Политическая карьера после 1989 года
В апреле 1990 года он был назначен заместителем министра внутренних дел CSFR и впоследствии стал уполномоченным правительством по вопросам беженцев. В должности заместителя внутренних дел, перед выборами в 1990 году, сильно ударил председателя народной партии Иосифа Бартоничка, когда в телевизионном эфире прокомментировал его положительные люстрации. Первоначально он был членом гражданского форума, в 1991 году он перешёл в недавно созданный ODS.
На выборах 1992 года он был избран ODS, соответственно, за коалицию ODS-KDS, в чешскую часть Палаты народов (избирательный округ Прага). В Федеральном собрании в декабре 1992 года Чехословакия прекратила свое существование.
С 1992 по 1997 год он был министром внутренних дел Чешской Республики при первом правительстве Вацлава Клауса и втором правительстве Вацлава Клауса. На выборах 1996 года он также был избран в палату парламента Чешской Республики для ODS, а мандат депутата получил на досрочных выборах 1998 года.
В 1997 году в рамках ODS он начал выступать против политики председателя Вацлава Клауса. В мае 1997 года он поддержал предложение Центральной Чехии ODS о созыве внеочередного конгресса партии. В конце мая 1997 года Исполнительный совет ODS постановил, что правительство должна состоятся кадровая смена кабинета Ивана Колянника и Ян Румла. Отставка министра внутренних дел Румла была отклонена президентом Вацлавом Гавелом, и Румл остался членом правительства. Он покинул правительство до 7 ноября 1997 года. 27 ноября 1997 года пик кризиса в ODS. К тайному спонсорству партии признался теннисист Милан Шрейбер. Часть гражданских демократов была убеждена, что ранее Вацлав Клаус знал о тайном спонсорстве. 8 ноября 1997 Ян Румл вместе с Иваном Пилипем публично призвали к отставке председателя партии Вацлава Клауса (это событие впоследствии был определён как так называемый Страевский сенат). 8 декабря 1997 года Румл объявил, что на 8 конгрессе ODS,что будет баллотироваться на пост председателя Гражданской демократической партии.
Однако на 8-м конгрессе ODS в качестве председателя партии был подтвержден Вацлав Клаус, и 19 декабря 1997 года Ян Румл и Иван Пилип объявили о создании фракции обзорная платформа ODS. Сторонники этой группы поддержали участие в правительстве Иосифа Тошовского в ближайшие недели, но отказались от руководства ODS. 5 января 1998 года Исполнительный совет ODS призвал членов фракции Рамла покинуть партию. В последующие дни Рамл объявил, что он будет претендовать на пост председателя Новой правой партии. 13 января 1998 официально вышел из ODS. 15 января возник подготовительный комитет для новой политической формации, которая состоялась своем первом заседании 17 января 1998 года под названием Союз свободы. Ян Румл был избран её председателем (он получил 214 голосов из 290).
После выборов в 1998 году Союз свободы получил 8,6% голосов. Румл отказался от сотрудничества с CSSD после выборов. Оппозиционный договор между CSSD и ODS затем исключил Союз свободы из доли в правительстве. Ruml в последующее время поддержал сотрудничество небольших правых сторон в рамках квадроциклов. В senátních выборах 1998 года был избран членом верхней палаты чешского парламента-в сенат округ № 25 - Прага 6, в качестве кандидата в Союз свободы, соответственно, Четверки. С 2000 по 2004 год он был заместителем председателя Сената по иностранным делам.
В конце 1998 года он столкнулся с критикой в Союзе свободы, но защитил свою должность председателя партии на своем 3 общенациональном собрании в феврале 1999 года. 28 сентября 1999 года он подписал так называемый Сватовацлавский призыв к союзу свободы, который углубил сотрудничество партий. Однако 1 декабря 1999 года он объявил, что уходит в отставку на пост председателя партии. Он официально передал полномочия в 2000 году.
Он оправдал свой уход, чувствуя себя соавтором текущей политической ситуации и что другие люди должны действовать по её решению, заблокированному оппозиционным договором. Незадолго до этого в Чехии проходили демонстрации под лозунгом спасибо, уходите! в котором подписавшие этот призыв требовали отставки политиков, ответственных за состояние чешского общества 10 лет после бархатной революции. Рамл, отметил, что лозунг спасибо, уходите! он не был непосредственной причиной его отставки, хотя он " принял ее во внимание."Во время кризиса на чешском телевидении на рубеже 2000-2001 годов он открыто поддержал поразительных сотрудников присутствием в новостном здании.
На сенатских выборах 2004 года он больше не защищал пост сенатора. С начала XXI века он постепенно расстался с Союзом Свободы. Он не согласился с ее участием в правительстве Владимира Шпидля, но подчинился мажоритарному мнению руководства. Затем он резко критиковал участие партии в правительстве Станислава Гросса. В 2007 году он оценил Союз свободы следующим образом: "большие надежды. На первых выборах 1998 года она получила даже 9 процентов голосов. Союз свободы сильно повредил распад, который пожертвовал максимальное количество энергии до предела потери собственной личности. После распада четверки она больше никогда не оправлялась и не могла объяснить себе и гражданам, и защищать, почему она находится в правительстве с социал-демократией. Последний период министра немцев был просто смешным, грустным, трагическим фарсом, который окончательно похоронил Союз свободы.“
В марте 2010 года он присоединился к партии Зеленых, которая, по его словам, не является членом с 2014 года из-за неоплаченных сборов. По состоянию на 2012 год он является заместителем председателя правления и генеральным директором SHERLOG, в котором он не действует по его словам с 2016 года.
На выборах в Сенат PČR в 2018 году он должен был баллотироваться в качестве беспрецедентного пирата в округе № 8-летней Жижани. Однако в мае 2018 года Общенациональный форум партии проголосовал за снятие его номинации. Голосование вызвало Республиканский комитет партии, члены которого не рассматривали Рамла как подходящего кандидата от пиратов.
На муниципальных выборах в 2018 году был избран муниципальным депутатом пражского района Прага 2 как беспартийный от движения Старосты и независимые.
На муниципальных выборах в 2022 году был переизбран муниципальным депутатом пражского района Прага 2 как беспартийный от движения Старосты и независимые.